# لو وينغ لوك
لو وينغ-لوك (بالإنجليزية: Lo Wing-lok؛ بالصينية: 勞永樂؛ 13 سبتمبر 1954 – 9 مايو 2015) طبيبٌ وسياسيٌّ من هونغ كونغ شغل مقعد الدائرة الوظيفية «الطب» في مجلس التشريع بين 2000 و2004، حيث ورد اسمه رسميًا ضمن قائمة أعضاء الدورة الثانية للمجلس بصفة «د. لو وينغ-لوك، JP». تولّى رئاسة لجنة خدمات الصحة بالمجلس عام 2002–2003، وترأّس رابطة أطباء هونغ كونغ بين 2000 و2004. انضمّ سنة 2006 إلى رابطة الديمقراطيين الاجتماعيين نائبًا للرئيس ثم استقال وغادر الحزب في أواخر 2007 على خلفية خلافات داخلية. خاض الانتخابات مجددًا دون نجاح: في 2004 عن دائرة «الطب»، ثم عن جزيرة هونغ كونغ في 2008 و2012. تُوفي جرّاء سرطان الرئة في 9 مايو 2015.

## النشأة والتعليم
وُلد لو وينغ-لوك في هونغ كونغ في 13 سبتمبر 1954، وتخرّج في كلية القديس بولس (الابتدائية والثانوية)، ثم في كلية الطب بجامعة هونغ كونغ (MBBS، 1979).

## المسيرة الطبية والعامة
تخصّص لو في الأمراض المُعدية، وشغل مناصب مهنية وهيئات استشارية في مجال الصحة العامة. كما ترأس رابطة أطباء هونغ كونغ بين 2000 و2004 وفق بيان حكومي عند نعيه، وأفاد البيان بأنه قاد لجنة خدمات الصحة في المجلس التشريعي بين 2002 و2003.

## العمل السياسي
انتُخب لو عضوًا في مجلس التشريع ممثلًا للدائرة الوظيفية «الطب» للدورة 2000–2004، وورَد اسمه ضمن القوائم الرسمية للأعضاء لتلك الدورة بصفة «د. لو وينغ-لوك، JP». وفي انتخابات 2004 للدائرة نفسها لم ينجح في الاحتفاظ بالمقعد، إذ أظهرت النتائج الرسمية حصوله على 2,667 صوتًا مقابل 3,197 صوتًا للفائز كوك كا-كي.
انضمّ عام 2006 إلى رابطة الديمقراطيين الاجتماعيين نائبًا لرئيسها، ثم قدّم استقالته وغادر الحزب في أواخر ديسمبر 2007 بعد خلاف مع رئيس الحزب آنذاك وانغ يُك-مان؛ وقد تناولت الصحافة المحلية ملابسات الاستقالة والخلاف الداخلي. وفي 2007 خسر الانتخابات التمهيدية داخل المعسكر الديمقراطي لاختيار مرشّح انتخابات المقعد الشاغر لجزيرة هونغ كونغ أمام أنسون تشان، بحسب تغطيات تلفزيونية محلية آنذاك.
عاد لو للترشح في انتخابات 2008 عن دائرة جزيرة هونغ كونغ الجغرافية وحصلت قائمته على 20,523 صوتًا من دون فوز، وفق الجداول الرسمية للجنة الشؤون الانتخابية، ثم خاض انتخابات 2012 عن الدائرة نفسها ونالت قائمته 16,900 صوتًا من دون فوز، بحسب النتائج المنشورة رسميًا.

## الوفاة
أعلنت حكومة هونغ كونغ في 9 مايو 2015 وفاة لو وينغ-لوك عن 60 عامًا جرّاء سرطان الرئة، وأشارت بياناتها إلى إسهاماته في الاستعداد لمواجهة الأمراض المُعدية وأدواره المهنية والعامة.